# Systropus hirtulus
Systropus hirtulus är en tvåvingeart som beskrevs av Wray Merrill Bowden 1967. Systropus hirtulus ingår i släktet Systropus och familjen svävflugor. Inga underarter finns listade i Catalogue of Life.